# سن-پیر-آن-و
سن-پیر-آن-و (به فرانسوی: Saint-Pierre-en-Vaux) یک کمون در فرانسه با جمعیت ۱۳۲ نفر است که در Canton of Arnay-le-Duc واقع شده‌است.